# Frederick Henderson
Frederick A. Henderson, bekannt als „Fix-It-Fritz“ Henderson, (* 29. November 1958 in Detroit) war Präsident und CEO von General Motors, wo er von 1984 bis 2009 angestellt war.

## Ausbildung
Henderson erwarb seinen Bachelor-Abschluss in Betriebswirtschaftslehre an der Ross School of Business, der wirtschaftlichen Fakultät der University of Michigan und machte seinen Master of Business Administration an der Harvard Business School.

## Karriere
In der Zeit zwischen 1984 und seiner Ernennung als Präsident der General Motors Acceptance Corporation im Jahre 1992 hatte er verschiedene Positionen in den Finanzabteilungen Detroits inne. Henderson war von 1997 bis 2000 Vize-Präsident und geschäftsführender Direktor von GM do Brasil. Dieser Geschäftszweig deckt die Länder Brasilien, Argentinien, Paraguay und Uruguay ab. Erfolgreich führte er den kleinen, preiswerten Chevrolet Celta in diese Märkte ein, und initiierte die Entwicklung des Chevrolet Meriva.
Im Juni 2000 wurde er zum Vize-Präsidenten und Präsidenten von GM-LAAM (Latein-Amerika, Amerika und Naher Osten) ernannt. Im Januar 2002 zog er nach Singapur als Präsident der pazifischen GM-Sparte, wo er erfolgreich die Aktivitäten in Korea und China ausdehnte.
Im Jahr 2004 wurde Henderson zum Chairman von GM Europe ernannt, wo er von Zürich aus arbeitete. Er führte umfangreiche Restrukturierungen durch und baute eine große Zahl von Arbeitsplätzen ab.
Nachdem er im Januar 2006 Vize Chairman und CFO geworden war, wurde er im März 2009 Präsident und CEO von GM.
Während dieser Zeit zitierte ihn die Financial Times mit den Worten:

“Being part of a turnround at GM when, frankly, many people don’t think it can be done, is exhilarating, if you like challenges. I have never had a dull day in my time at GM.”

„Bei GM zu einer Zeit des Umbruchs zu sein, während viele Menschen daran zweifeln, dass dies überhaupt möglich ist, ist wirklich aufregend, wenn man Herausforderungen mag. Während all meiner Zeit bei GM hatte ich niemals einen langweiligen Tag.“

Am 1. Dezember 2009 verkündete Henderson seinen Rücktritt, seitdem war er als Berater tätig. Sein Nachfolger war bis 2010 der bisherige GM-Verwaltungsratschef Ed Whitacre.

## Privatleben
Schon sein Vater war bei GM angestellt; dieser war Manager in der Vertriebsorganisation der Marke Buick. Frederick Henderson ist mit Karen verheiratet, mit der er zwei Töchter hat.

## Ernennung zum CEO
Henderson folgte als CEO auf Rick Wagoner, der nach acht Jahren in dieser Position einer Aufforderung des amerikanischen Präsidenten Barack Obama nachgekommem und zurückgetreten war. Er nahm die neue Position zum 31. März an. Rick Wagoner begrüßte die Ernennung von Henderson mit den Worten: „Nachdem ich für mehrere Jahre mit Fritz zusammengearbeitet habe, weiß ich, dass er ideal dafür geeignet ist, die Firma durch die notwendige Restrukturierung zu führen. Seine Kenntnis der globalen Industrie und der Firma GM sind außergewöhnlich, er hat den Intellekt, die Energie und die Unterstützung aller GM-Mitarbeiter weltweit, um seine Aufgabe erfolgreich erfüllen zu können.“
In Reaktion auf diese Botschaft kündigte Henderson an, während der nächsten 60 Tage rund um die Uhr mit allen Beteiligten zu arbeiten, um den durch die Task Force gesetzten, aggressiven Ansprüchen gerecht zu werden. Er sei gewillt, die fundamentalen und nachhaltigen Veränderungen durchzuführen, die für einen langfristigen Erfolg von GM nötig sind.